# Klampenborg Vandkur-, Brønd- og Badeanstalt
A/S Klampenborg Vandkur-, Brønd- og Badeanstalt, også Klampenborg Vandkur-, Brønd- og Søbadeanstalt, var et kurbad mm. i Klampenborg.

## Historie
Med offentlig understøttelse gjorde lægen Jón Hjaltalin sig 1841 bekendt med vandkurmetoden i Tyskland, og med Hjaltalin som initiativtager oprettedes i 1844 i Klampenborg en "Vandkur-, Brønd- og Søbade-Anstalt", hvis økonomiske baggrund var et aktieselskab, som i år 1900 havde en aktiekapital på 200.000 kr. Ved kong Christian VIII's velvillige mellemkomst fik anstalten overdraget 23 tønder land af Jægersborg Dyrehave, og den kunne indvies i 1846.
Til badeanstalten, hvis ledende bestyrer og læge Hjaltalin var, knyttedes fra aktieejernes side højtspændte forventninger, som dog hurtig skuffedes, til dels vistnok begrundet i mangelfuld ledelse, hvortil kom uenighed inden for bestyrelsen, og 1851 trådte Jón Hjaltalín helt tilbage fra foretagendets ledelse. 
Anlægget bestod af hovedbygning, kurhus, koncertsal, flere cottager og badeanstalter. Der fandtes en roulette, men "Da der ikke måtte spilles om Penge på Rouletten paa Klampenborg, fandtes denne medaille, som - skjøndt den kun har en Sølvværdi af c. 6 Kroner - dog kunde ombyttes mod 10 Kr. hos Sølvvarefabrikant Christensen, hvorfor ogsaa hans Adresse er angivet paa den."
I 1932 blev anstalten afløst af det moderne Bellevue Strandbad. 

## Arkitektur
Anlægget var beliggende i udkanten af skoven langs Strandvejen, med en 1866 opført hovedbygning, kurhus, koncertsal, flere cottager og badeanstalter. Med undtagelse af den senere hovedbygning var alle huse tegnet af Gottlieb Bindesbøll i en pittoresk, landlig udformning. Ligesom mange andre af Bindesbølls huse er disse blevet kaldt "stilløse", fordi de ikke imiterer historiske stilarter, men peger frem mod funktionalismen.
I 1937 blev de fleste bygninger revet ned, men de fire tilbageværende bygninger fra Bindesbølls hånd, heriblandt Røde og Gule Cottage, blev fredet i 1978.

### Den gule cottage
Den gule cottage, Strandvejen 506, blev opført som portnerhus.
Uret på cottagens tag blev bygget af den kendte tårnursfabrikant Henrik Kyhl, der få år senere fik international berømmelse med sine ure på verdensudstillingen i London 1851. Man kan levende forestille sig det summende leben der har været foran portnerhuset, når urets klokkespil på husets tag mindede gæsterne om, at det var tid at hoppe på dagens sidste hestetrukne omnibus. Fra 1860'erne blev trafikforbindelsen til Klampenborg bedre og badegæsterne fra København kunne tage toget eller dampskibet, når de skulle hjem til byen om aftenen.
Da det gamle kurbads tid var ovre, overtog staten den gule cottage, og bygningen forvaltedes sidenhen af Jægersborg Skovdistrikt. I mange år fungerede hytten som sommerkiosk for strandens og Dyrehavens gæster.
Bindesbølls gule cottage er én ud af blot fire bevarede bygninger fra kurbadets tid og den er stadig i dag et yndet mål for studerende fra Kunstakademiet og andre arkitekturinteresserede.
Den gule cottage blev fredet i 1978 og er siden blevet forpagtet som restaurationsvirksomhed. Cottagen er beliggende i parkområdet syd for Taarbæk Strandvej, et område der ved åbningen af Strandbadet fik navnet Staunings Plæne. Fra restauranten har gæsterne en god udsigt over Bellevue og Øresund.

### Den røde cottage
Den røde cottage, Strandvejen 550, fungerede som skovløberhus. Det har siden marts 2010 huset restauranten Den Røde Cottage, som i 2012 for første gang modtog én stjerne i Michelinguiden.